# Tichon (Mollard)
Tichon, imię świeckie Marc Mollard (ur. 15 czerwca 1966 w Bostonie) – zwierzchnik Kościoła Prawosławnego w Ameryce, piąty w historii metropolita całej Ameryki i Kanady, wybrany na urząd w listopadzie 2012.

## Życiorys
Został ochrzczony w Kościele Episkopalnym w Stanach Zjednoczonych. Ukończył studia romanistyczne i socjologiczne we Franklin and Marshall College w Lancaster. Następnie, w 1989, dokonał konwersji na prawosławie. W tym samym roku wstąpił do seminarium św. Tichona w South Canaan, zaś w roku następnym został nowicjuszem w monasterze św. Tichona Zadońskiego w tym samym mieście. W 1993, po ukończeniu studiów teologicznych, został wykładowcą Starego Testamentu w tym samym seminarium. W 1995 złożył wieczyste śluby zakonne przed arcybiskupem Filadelfii Hermanem, przyjmując imię Tichon na cześć świętego patriarchy moskiewskiego Tichona. W roku następnym przyjął święcenia kapłańskie, w 1998 został ihumenem, zaś w 2000 – archimandrytą. Od 2002 był zastępcą przełożonego monasteru św. Tichona w South Canaan.
14 lutego 2004 został wyświęcony na biskupa South Canaan, wikariusza metropolity całej Ameryki i Kanady. W maju 2005 zjazd duchowieństwa i świeckich diecezji Wschodniej Pensylwanii wybrał go na ordynariusza diecezji (katedra wakowała od trzech lat, gdy poprzedni biskup Filadelfii, Herman, został metropolitą całej Ameryki i Kanady). Został intronizowany na urząd 29 października 2005. W maju 2012 został podniesiony do godności arcybiskupiej.
12 listopada 2012 został wybrany przez siedemnasty Sobór Wszechamerykański na metropolitę Ameryki i Kanady. Uzyskał 355 głosów delegatów, pokonując w drugiej turze głosowania biskupa Nowego Jorku Michała, popartego przez 317 uczestników soboru. Został intronizowany na urząd 27 stycznia 2013.
W 2013 otrzymał ukraiński Order Księcia Jarosława Mądrego I klasy.